# چهل دین تپه
چهل دین تپه مربوط به دوران پیش از تاریخ ایران باستان -هزاره ۱ قبل از میلاد است و در کردکوی، ۵۰۰ متری شمال شرقی مرکزآموزش کشاورزی واقع شده و این اثر در تاریخ ۱۰ بهمن ۱۳۸۳ با شمارهٔ ثبت ۱۱۳۲۷ به‌عنوان یکی از آثار ملی ایران به ثبت رسیده است.